# Nina Ricci (ontwerper)
Maria Nina Ricci (Turijn, 14 januari 1883 - 30 november 1970) was een Franse modeontwerpster van Italiaanse origine.

## Jeugd
Maria Nielli werd geboren in Turijn, in 1883. Op vijfjarige leeftijd verhuisde ze met haar familie naar Florence, en vervolgens in 1895 naar Frankrijk. Ze kreeg de bijnaam Nina. Op 13-jarige leeftijd begon ze een stage bij een naaister, waar ze haar liefde voor mode ontwikkelde.
Ze trouwde in 1904 met de Italiaanse juwelier en componist Luigi Ricci, waardoor haar naam Maria Ricci werd. Uit dit huwelijk werd een zoon, Robert, geboren.

## Vroege carrière
In 1908 begon Maria als ontwerper bij het modehuis Raffin en zou daar twintig jaar blijven werken. Ze werd partner van Raffin.
Om meer vrijheid te hebben bij het ontwerpen van haar creaties richtte Maria in 1932 in Parijs haar eigen bedrijf Nina Ricci op. Ze werd hierbij geholpen door haar zoon. Zij ontwierp de jurken, terwijl hij de zakelijke leiding van het bedrijf had. Nina Ricci-ontwerpen werden al snel bekend om het verfijnde, romantische en vrouwelijke gevoel dat Maria meegaf aan al haar collecties. Het bedrijf groeide in de jaren dertig van de twintigste eeuw van één kamer naar drie gebouwen van elf verdiepingen.

## Na de Tweede Wereldoorlog
Na de Tweede Wereldoorlog waren ontwerpers op zoek naar een manier om haute couture een nieuwe vorm te geven en onder de aandacht van het grote publiek te brengen. Robert Ricci organiseerde samen met Lucien Lelong, voorzitter van de Kamer van Koophandel in Parijs, het "Théâtre de la Mode, een grote poppenmodeshow in het Louvre. Omdat de textielschaarste een echte modeshow in de weg stond, werden meer dan 150 poppen van 60 cm groot als modellen aangekleed. Veertig Parijse couturiers, onder wie Balenciaga en Madame Grès, namen hieraan deel. Ook kunstenaars als Jean Cocteau kleedden een pop aan. De show trok internationale aandacht en toerde door een aantal steden in Europa en de VS. Het doel was bereikt: haute couture had de aandacht van een breed internationaal publiek getrokken.

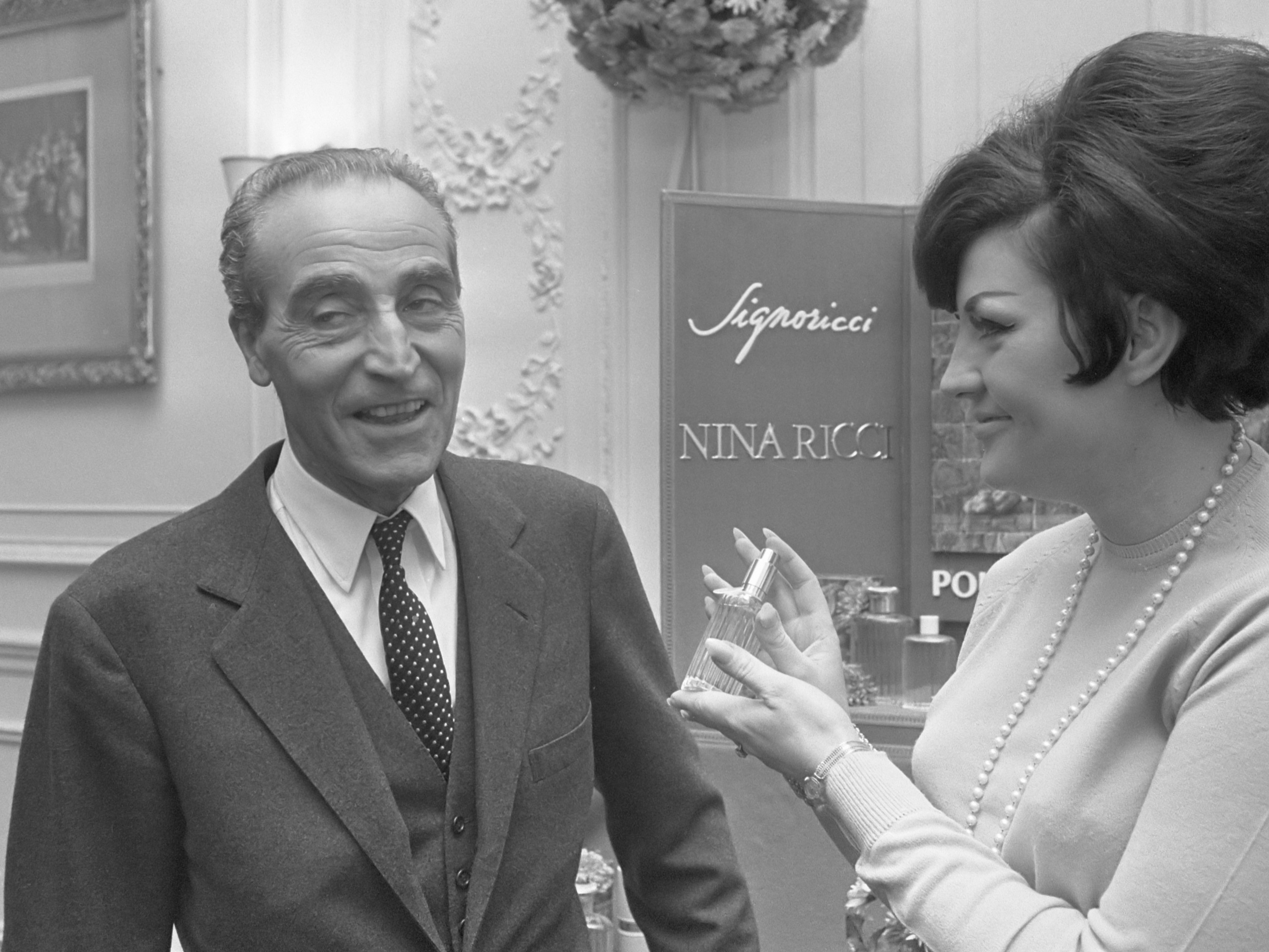
Robert Ricci (1966)

In 1948 bracht Nina Ricci het bekende parfum 'L'Air Du Temps' op de markt. De "fles met de duiven" werd mede ontworpen door Marc Lalique en Robert Ricci.
Begin jaren vijftig, ze was toen bijna 70 jaar oud, stopte Maria met het ontwerpen. Haar zoon, sinds 1945 directeur bij het huis, koos de Belg Jules-François Crahay als nieuwe hoofdontwerper.
Maria Ricci overleed op 30 november 1970 op 87-jarige leeftijd. Volgens haar grafsteen stierf ze op 29 november.
Robert Ricci stierf in 1988, hij was toen 83 jaar oud. De leiding van het bedrijf kwam in handen van Nina Ricci's schoonzoon, Gilles Fuchs. In 1998 werd het bedrijf overgenomen door Puig.
- Bibliothèque nationale de France: cb123061449 (data)
- Gemeinsame Normdatei: 119183099
- International Standard Name Identifier: 0000 0000 7361 4215
- Nationale Bibliotheek van Letland: 000245034
- Base Léonore: 19800035/1024/18177
- National Gallery of Victoria: 26335
- Nationale Bibliotheek van Tsjechië: jo20211123386
- Nationale Bibliotheek van Polen: a0000003720133
- Nederlandse Thesaurus van Auteursnamen: 113460643
- SNAC: w6qr62zk
- Système universitaire de documentation: 031937853
- Union List of Artist Names: 500524735
- Virtual International Authority File: 15574098
- WorldCat: E39PBJpPH77P6M6ktQCFP7KfMP